# Erweitertes Unternehmen
Ein erweitertes Unternehmen ist ein lose gekoppeltes, sich selbst organisierendes Netzwerk von Unternehmen, die ihre Wirtschaftsleistung kombinieren, um dem Markt Produkte und Dienstleistungen anzubieten. Unternehmen im erweiterten Unternehmen können unabhängig, beispielsweise durch Marktmechanismen, oder kooperativ durch Vereinbarungen und Verträge agieren. Sie bieten dem OEM (Original Equipment Manufacturer) einen Mehrwertdienst oder ein Produkt.
Alternativ als „Lieferkette“ oder „Wertschöpfungskette“ bezeichnet, beschreibt das erweiterte Unternehmen die Gemeinschaft von Teilnehmern, die an der Bereitstellung einer Reihe von Serviceangeboten beteiligt sind. Das mit „McDonald’s“ verbundene erweiterte Unternehmen umfasst beispielsweise nicht nur die McDonald’s Corporation, sondern auch Franchisenehmer und Joint-Venture-Partner der McDonald’s Corporation, die 3PLs, die McDonald’s-Restaurants mit Lebensmitteln und Materialien versorgen, die Werbeagenturen, die McDonald’s-Werbung produzieren und vertreiben, die Lieferanten von McDonald’s-Lebensmittelzutaten, Küchengeräten, Gebäudedienstleistungen, Versorgungsunternehmen und anderen Waren und Dienstleistungen, die Designer von Happy-Meal-Spielzeugen.
Extended Enterprise ist ein beschreibenderer Begriff als Supply Chain, da er die Vorstellung unterschiedlicher Arten und Grade und Dauer der Konnektivität zulässt. Verbindungen können vertraglich, wie in Partnerschaften oder Allianzen oder Handelsabkommen, oder durch offenen Marktaustausch oder Teilnahme an öffentlichen Tarifen erfolgen.
Wie ein erweitertes Unternehmen organisiert und strukturiert ist und seine Richtlinien und Mechanismen für den Austausch von Informationen, Waren, Dienstleistungen und Geld werden durch die Unternehmensarchitektur beschrieben.
Der Begriff des erweiterten Unternehmens hat an Bedeutung gewonnen, da Unternehmen spezialisierter und vernetzter, der Handel globaler, Prozesse standardisierter und Informationen allgegenwärtig wurden. Die Standardisierung von Geschäftsprozessen hat es Unternehmen ermöglicht, viele der Aktivitäten, die zuvor direkt von der Geschäftseinheit erbracht wurden, als Dienstleistungen zu erwerben. Durch die Auslagerung bestimmter zuvor selbst erbrachter Geschäftsfunktionen wie Transport, Lagerhaltung, Beschaffung, Öffentlichkeitsarbeit, Informationstechnologie konnten Unternehmen ihre Ressourcen auf die Investitionen und Aktivitäten konzentrieren, die ihnen die höchste Rendite bringen. Die verbleibenden „Kernkompetenzen“ bestimmen das einzigartige Wertversprechen des Unternehmens.
2014 wurde der Begriff des erweiterten Unternehmens von Salma Alguezaui und Raffaele Filieri aktualisiert, die das erweiterte Unternehmen in der Wissenswirtschaft neu konzipiert haben.